# Çağatay Ulusoy
Çağatay Ulusoy (Istanbul, Turska, 23. rujna 1990.) turski je model i glumac bošnjačkog porijekla. Poznat je po glavnoj ulozi Emira Sarrafoğlu u seriji Adını Feriha Koydum (2011–2012), koja je prikazivana na Show TV i Yamana Kopera u seriji Medcezir (2013–2015), koja je prikazivana na Star TV, a rađena je po poznatoj američkoj seriji Okrug Orandz The OC.

## Filmografija

### TV serije
- Djevojka imena Feriha (2011. – 2012.) kao Emir Sarrafoğlu
- Emir'in Yolu (2012.) kao   Sarrafoğlu
- The Protector (2018. - ) kao Hakan
- Medcezir (2013. - ) Yaman Koper
- "Insajder-Icerde" -Sarp

### Filmovi
- Anadolu Kartalları (2010.) kao Ahmet Onur
- Delibal (2015.) kao Barış
- Takrar (2016.)

## Vanjske poveznice
- Službena stranica  Arhivirana inačica izvorne stranice od 14. svibnja 2017. (Wayback Machine)